# 豊ノ花光義
豊ノ花 光義（とよのはな みつよし、1923年6月5日 - 1986年6月21日）は、福岡県小倉市（現在の北九州市）出身で時津風部屋（入門時は荒汐部屋）所属の元大相撲力士。本名は大見 芳光（おおみ よしみつ）。身長175cm、体重98kg。得意手は右四つ、寄り。最高位は西十両5枚目。得意技は右四つ、寄り。

## 来歴
山口県下関市の三井造船所で働いていたところ、横綱・双葉山にスカウトされて荒汐部屋に入門、1941年（昭和16年）5月場所に初土俵を踏んだ。1943年（昭和18年）1月場所には、師匠（殿り卯三郎）が双葉山道場に弟子を譲って部屋を閉じたため移籍した。幕下時代の1945年（昭和20年）5月に入営し、翌1946年（昭和21年）11月場所に幕下格で時津風部屋に復帰した。
右四つからの寄りを得意とし、1951年（昭和26年）9月場所で新十両に昇進した。1場所で幕下に陥落するも2場所で十両に復帰し、その後は約5年間、十両通算18場所を務めるも入幕はかなわず、1956年（昭和31年）9月場所を全休して引退した。引退後は年寄・荒汐を襲名して時津風部屋の部屋付き親方として後進の指導にあたった。なお、実弟の大見信昭は、元夕刊フジの相撲記者である。

## 主な成績
- 通算成績：235勝240敗22休  勝率.495
- 十両成績：117勝138敗15休  勝率.459
- 現役在位：42場所
- 十両在位：18場所

### 場所別成績
| 1941年 （昭和16年） | x                  | x                 | （前相撲）           | x                        |
| 1942年 （昭和17年） | 西序ノ口27枚目 4–4 | x                 | 西序二段66枚目 2–6   | x                        |
| 1943年 （昭和18年） | 東序二段72枚目 6–2 | x                 | 東序二段12枚目 3–5   | x                        |
| 1944年 （昭和19年） | 西序二段21枚目 6–2 | x                 | 西三段目35枚目 3–2   | 西三段目14枚目 3–2       |
| 1945年 （昭和20年） | x                  | x                 | x                    | x                        |
| 1946年 （昭和21年） | x                  | x                 | x                    | 西幕下27枚目 休場 0–0–7  |
| 1947年 （昭和22年） | x                  | x                 | 西幕下25枚目 2–3     | 西三段目4枚目 4–2        |
| 1948年 （昭和23年） | x                  | x                 | 西幕下21枚目 2–4     | 西幕下28枚目 3–3         |
| 1949年 （昭和24年） | 西幕下25枚目 8–4   | x                 | 東幕下8枚目 6–9      | 東幕下13枚目 8–7         |
| 1950年 （昭和25年） | 西幕下11枚目 8–7   | x                 | 西幕下7枚目 10–5     | 東幕下2枚目 6–9          |
| 1951年 （昭和26年） | 西幕下5枚目 9–6    | x                 | 東幕下筆頭 8–7       | 西十両15枚目 4–11        |
| 1952年 （昭和27年） | 西幕下3枚目 8–7    | x                 | 西幕下2枚目 9–6      | 西十両18枚目 8–7         |
| 1953年 （昭和28年） | 東十両14枚目 6–9   | 東十両19枚目 8–7  | 東十両17枚目 9–6     | 東十両11枚目 9–6         |
| 1954年 （昭和29年） | 東十両8枚目 5–10   | 西十両12枚目 11–4 | 西張出十両5枚目 5–10 | 西十両11枚目 5–10        |
| 1955年 （昭和30年） | 西十両17枚目 10–5  | 西十両12枚目 9–6  | 西十両5枚目 5–10     | 西十両10枚目 7–8         |
| 1956年 （昭和31年） | 東十両11枚目 9–6   | 西十両5枚目 4–11  | 東十両13枚目 3–12    | 東十両23枚目 引退 0–0–15 |
| 各欄の数字は、「勝ち-負け-休場」を示す。 優勝 引退 休場 十両 幕下 三賞：敢=敢闘賞、殊=殊勲賞、技=技能賞 その他：★=金星 番付階級：幕内 - 十両 - 幕下 - 三段目 - 序二段 - 序ノ口 幕内序列：横綱 - 大関 - 関脇 - 小結 - 前頭（「#数字」は各位内の序列） |                    |                   |                      |                          |

## 改名歴
- 若彦 芳光（わかひこ よしみつ）1941年5月場所-1944年1月場所
- 滝大蛇 光義（たきおろち みつよし）1944年5月場所-1947年6月場所
- 滝大蛇 芳光（- よしみつ）1947年11月場所
- 滝大蛇 光義（- みつよし）1948年5月場所-1951年9月場所
- 瀧大蛇 光義（たきおろち -）1952年1月場所-1952年5月場所
- 豊ノ花 光義（とよのはな -）1952年9月場所-1956年9月場所

## 年寄変遷
- 荒汐 光義（あらしお みつよし）1956年9月-1986年6月